# Метро (фільм)
«Метро» (рос. Метро) — російський фільм-катастрофа режисера Антона Меґердічєва (був також сценаристом), що вийшов 2013 року. У головних ролях Сергій Пускепаліс, Анатолій Бєлий, Світлана Ходченкова. Стрічка створена на основі однойменного роману Дмитра Сафонова.
Сценарій картини також написали Денис Куришев і Вікторія Євсєєва, продюсером були Ігор Толстунов, Сергій Козлов й Анна Кагарлицька. Вперше фільм продемонстрували 21 лютого 2013 року у Росії й Україні.

## Сюжет
| Будівництво нових офісних споруд у Москві стало причиною страшної катастрофи. Через непродуманість бетонних конструкцій, місто постає перед катастрофою, яка може погубити столицю. У стіні одного з тунелів московської підземки виникає пробоїна, крізь яку починає пробиватися вода Москви-ріки. Герою фільму, який разом з іншими людьми опинився в підземній пастці, лікарю Андрію Гаріну належить позмагатися не тільки за себе, але і за життя дочки і коханця своєї дружини. |

## У ролях
| Актор               | Персонаж                                   | Роль                          |
| ------------------- | ------------------------------------------ | ----------------------------- |
| Сергій Пускепаліс   | Андрій Ґарін (рос. Андрей Гарин)           | хірург районної лікарні       |
| Анатолій Бєлий      | Влад Константінов (рос. Влад Константинов) | бізнесмен                     |
| Світлана Ходченкова | Ірина Ґаріна (рос. Ирина Гарина)           | дружина Андрєя                |
| Анфіса Вістінґаузен | Ксюша Ґаріна (рос. Ксюша Гарина)           | донька Андрія і Ірини Ґаріних |
| Олексій Бардуков    | Денис Істомін (рос. Денис Истомин)         | хлопець Аліси                 |
| Катерина Шпиця      | Аліса (рос. Алиса)                         | дівчина Дєниса                |
| Олександр Тараньжин | генерал-лейтенант                          | начальник МНС по Москві       |

## Сприйняття

### Критика
Фільм отримав позитивні відгуки: Internet Movie Database дав оцінку 6,3/10 (1 154 голосів), КиноПоиск — 7.464/10 (33 177 голосів).

### Касові збори
Під час показу у Росії, що стартував 21 лютого 2013 року, протягом першого тижня фільм був показаний у 1 302 кінотеатрах і зібрав р.135 007 542. Показ протривав 42 дні (6 тижнів), зібравши у прокаті у Росії $12 113 195, а в Україні — $651 480, тобто $12 764 675 загалом при бюджеті $9 млн.